# Боргу (департамент)
Боргу — департамент у центральній частині Беніну. Межує на сході з Нігерією; з департаментами: на півночі — з Аліборі, на північному заході — з Атакорою, на заході — з департаментом Донга й на півдні — з департаментом Коллін. Адміністративний центр — місто Параку.
Включає 8 комун:
- Бембереке (фр. Bembéréké)
- Калале (фр. Kalale)
- Ндалі (фр. N'Dali)
- Ніккі (фр. Nikki)
- Параку (фр. Parakou)
- Перере (фр. Perere)
- Сіненде (фр. Sinende)
- Чауру (фр. Tchaourou)

| Бенін | Це незавершена стаття з географії Беніну. Ви можете допомогти проєкту, виправивши або дописавши її. |